# Adelaide (Beethoven)
Adelaide é uma lied para voz solista e piano composta por Ludwig van Beethoven.  Beethoven a escreveu em 1795-1796, aos 25 anos de idade, e publicou-a  como seu opus 46.
A canção é em si bemol maior e foi escrita para uma voz de soprano ou tenor, embora também seja executada em versões transcritas para outras vozes. Sua execução dura cerca de seis minutos.

## Texto e música
O texto de "Adelaide" é um poema do início do romantismo alemão, escrito por Friedrich von Matthisson (1761-1831). O poema exprime um desejo transbordante por uma mulher idealizada e aparentemente inatingível.
Einsam wandelt dein Freund im Frühlingsgarten,
Mild vom lieblichen Zauberlicht um flossen,
Das durch wankende Blüthenzweige zittert,
Adelaide!
In der spiegelnden Fluth, im Schnee der Alpen,
In des sinkenden Tages Goldgewölken,
In Gefilde der Sterne strahlt dein Bildniss,
Adelaide!
Abendlüftchen im zarten Laube flüstern,
Silberglöckchen des Mais im Grase säuseln,
Wellen rauschen und Nachtigallen flöten,
Adelaide!
Einst, o Wunder! entblüht auf meinem Grabe,
Eine Blume der Asche meines Herzens
Deutlich schimmert auf jedem Purpurblättchen:
Adelaide!
Tradução:
Teu amado vagueia só no jardim da primavera,
Gentilmente banhado em adorável luz mágica,
Cuja luz tremulante dança por entre os ramos:
Adelaide!
No reflexo do rio, nas neves dos Alpes,
Na luz áurea do crepúsculo,
Nos campos de estrelas brilha tua face,
Adelaide!
Brisas da tarde sussurram através das tenras folhas
Os sinos de prata de maio tintilam sobre a relva,
As ondas rugem, e os rouxinóis cantam,
Adelaide!
Um dia, ó milagre! A flor brotará,
Sobre meu túmulo, das cinzas do meu coração;
E fulgirá sobre todas as pétalas de violeta:
Adelaide!
Este poema certamente fez vibrar uma corda no coração de Beethoven, cuja vida emocional frequentemente estava fixada nos seus desejos por mulheres idealizadas e inatingíveis. A carta de agradecimento que Beethoven escreveu ao poeta (veja ligações externas) é testemunha de quanto o poema o afetou.
Nesta canção, Beethoven trata o texto em duas partes. O andamento da primeira parte, que abrange as três primeira estrofes,  é  larghetto, e Beethoven acrescentou a indicação dolce. O acompanhamento é em tripletos no piano, com muitas modulações nas tonalidades com bemóis, criando uma atmosfera onírica. Como observou Barry Cooper, "o amante vê sua amada por onde quer que ele vá, e a música da mesma forma vagueia por muitos diferentes ritmos e tonalidades."
Na segunda parte da canção, Beethoven exprime em notas musicais a extravagante fantasia de morte da última estrofe, na qual flores brotam do túmulo do poeta, expressando seu amor imortal. Surpreendentemente, Beethoven compõe a música desta última estrofe não em tons de desespero mas de êxtase. A indicação de tempo é allegro molto.
Num ensaio sobre esta canção, Carla Ramsey (veja ligação abaixo) dá uma interpretação penetrante da seção final:
"Numa culminação dos desejos expressos na primeira parte da canção, o Allegro molto poderia ser visto como uma espécie de marcha triunfal na qual o jovem amante exulta numa morte e transfiguração através da qual ele se une simbolicamente a sua amada... A marcha segue num crescendo e culmina num fá acima do dó central, cuincando apaixonadamente o nome de sua amada. Os onze compassos finais, marcados calando, retratam musicalmente o relaxamento pós-coito do amante exausto nos braços de sua amada, murmurando, tal qual se fora a prece de um moribundo: "Adelaide!"

## Publicação e recepção
"Adelaide" foi publicada pela editora Artaria  de Viena, com uma dedicatória a Matthisson.  Beethoven demorou para mandar uma cópia a Matthison, temendo que o poeta não gostasse de sua música, mas, na verdade, Matthisson sentiu que esta era a melhor de todas as musicalizações já feitas para seu poema.
De todas as canções de Beethoven (um gênero menor na obra deste compositor), "Adelaide" é uma das mais populares, e é incluida em muitas antologias gravadas.  Muitos ouvintes a consideram um dos melhores trabalhos dos primeiros anos do compositor.

## Estrutura musical
A estrutura musical na qual  Beethoven  se sentia mais à vontade era a forma sonata, com cuja estética ele já estava inteiramente familiarizado na época em que compôs "Adelaide". Charles Rosen observa que, durante a era clássica, elementos da forma sonata apareciam também em obras musicais não estritamente nessa forma, como minuetos.  Portanto, não chega a surpreender que um vago perfil da forma de sonata possa ser percebido em "Adelaide". As seções correspondem às quatro estrofes do poema de Matthison da seguinte maneira:
- Exposição, parte 1, primeira estrofe:  Estabelece o primeiro tema, firmemente calcado na tonalidade principal de si bemol maior.
- Exposição, parte 2, segunda estrofe:  A música modula para a dominante de fá maior, e termina numa cadenza nesta tonalidade.
- Desenvolvimento, terceira estrofe:  A música modula através de várias tonalidades, usando o material temático da exposição
- Recapitulação, quarta estrofe:  Os primeiros compassos do Allegro molto, marcando o retorno ao si bemol maior, que percebemos claramente ser uma repetição da exposição, em tempo mais rápido. Na figura abaixo, a abertura (primeira linha) está alinhada verticalmente com as notas correspondentes do allego:

Reduções para piano destas passagens: clique para ouvir (arquivo do tipo Ogg).
Como é quase sempre o caso numa recapitulação de sonata, a música permanece na tônica até o fim.

## Atenção
*Se o seu computador não executa estes arquivos, você pode equipá-lo, baixando e instalando o seguinte software : Winamp, Zinf, ou algum outro programa listado aqui.